# Riale delle Selve
Il Riale delle Selve è un torrente che transita in territorio di Castiglione Olona.

## Idrografia
Il Riale delle Selve nasce sopra Gornate Superiore di Castiglione e si getta nell'Olona con una bella cascata sulla quale si può ammirare il fenomeno dell'affioramento della Gonfolite.